# Son suspect
Il existe en linguistique des sons suspects.
On dit en linguistique qu'un son est suspect quand son remplacement par un autre ne change pas le sens du mot. Les cas de sons suspects se trouvent surtout dans les langues nationales africaines. Il s'agit surtout des sons [l] et [r].